# Zond 3

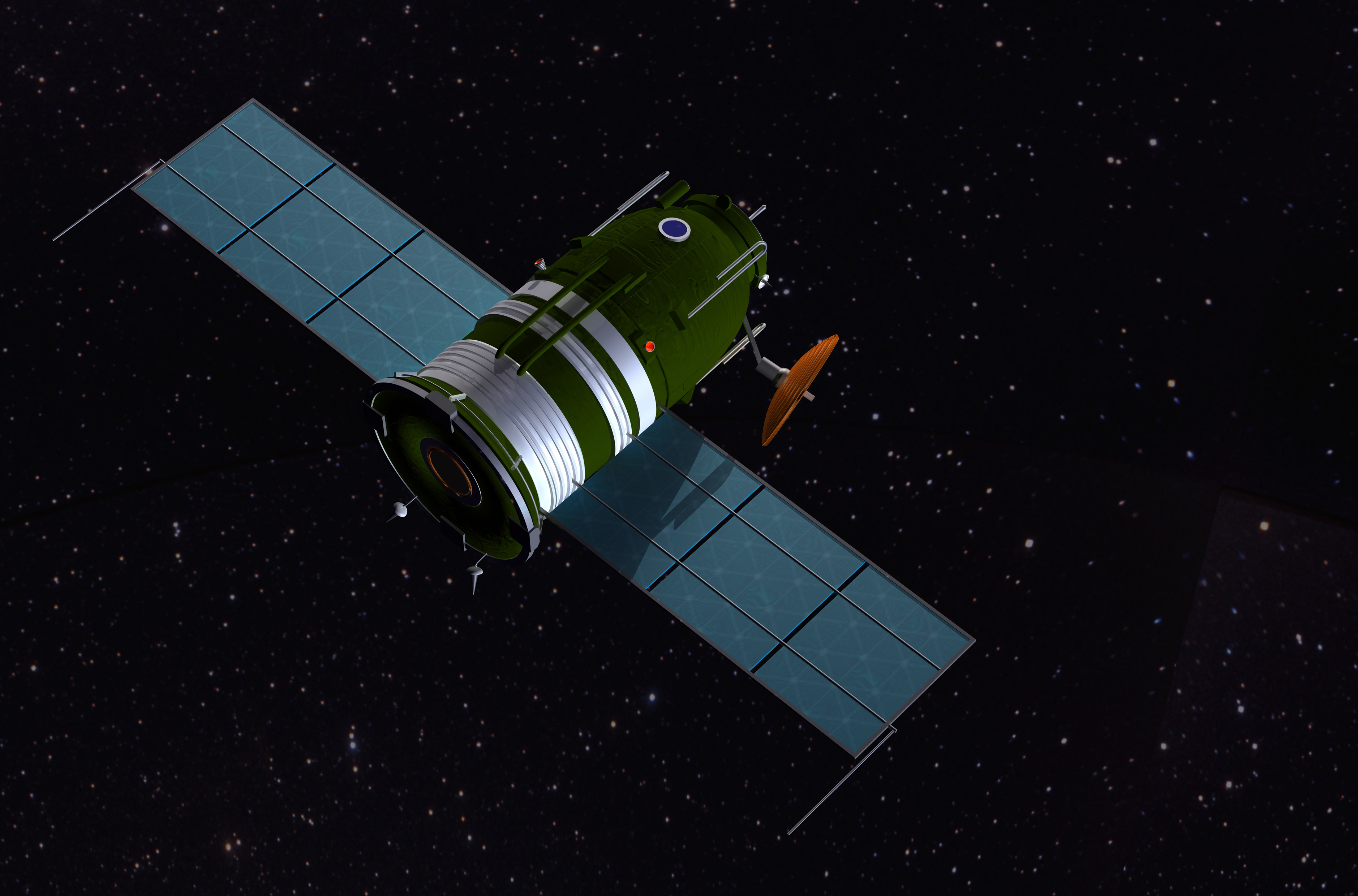
Sonda do Programa Zond

Zond 3, uma integrante do programa soviético Zond, foi a primeira nave espacial Zond a completar de forma bem sucedida a sua missão (sobrevoar a Lua) e obteve um grande número de fotos consideradas espetaculares para a sua época, apesar de se acreditar que ela tinha o objetivo original de sobrevoar Marte, junto com a Zond 2 porém esta perdeu sua janela.  A espaçonave, uma Mars 3MV-4A, foi lançada de uma plataforma Tyazheliy Sputnik (65-056B) orbitando a Terra, para chegar à Lua e ao espaço interplanetário. A nave foi equipada com uma câmera f106 mm e um sistema de TV que permitia o processamento de filmes automático pela nave durante sua missão. Em 20 de julho, o voo sobre a lua ocorreu aproximadamente 33 horas após o lançamento com uma aproximamação máxima de 9200 km. 25 fotos de boa qualidade foram tiradas do lado distante da lua de distâncias variando entre 11 570 a 9960 km num período de 68 minutos. As fotos cobriam 19 000 000 km² da superfície lunar. As transmissões eram retornadas para a Terra por facsimile de uma distância de 2 200 000 km e eram retransmitidas de uma distância de 31 500 000 km (alguns sinais ainda sendo transmitidos da distância da órbita de Marte), provando as habilidades do sistema de comunicações. Após o voo lunar, a Zond 3 continuou a exploração espacial em uma órbita heliocêntrica.
O projeto da nave espacial era similar ao da Zond 2, alêm do sistema de imagens ela carregava um magnetômetro, espectrógrafos ultravioletas (0.25 a 0.35 micrômetros e 0.19 a 0.27 micrômetros) e infravermelhos (3 a 4 micrômetros), sensores de radiação (descarga de gases e contadores de  brilho), um radiotelescópio e um instrumento micrometeórico. Ela também possuía um propulsor de íons experimental.
Acredita-se que a Zond 3 foi projetada inicialmente com uma nave companheira para a Zond 2 que seria lançada para Marte pela janela de lançamento. A oportunidade do lançamento estava perdida, e a nave havia sido lançada para uma trajetória rumo a Marte, apesar de Marte estar fora de alcance, como um teste da nave espacial.
- Data/Hora de lançamento: 18 de julho de 1965 às 14:38:00 UTC
- Massa em órbita: 960 kg